# مايك بروت
مايك بروت (بالإنجليزية: Mike Pruitt)‏ هو لاعب كرة قدم أمريكية أمريكي، ولد في 3 أبريل 1954 في شيكاغو في الولايات المتحدة.

## وصلات خارجية
- مايك بروت على موقع مرجع كرة القدم المحترفة.كوم (الإنجليزية)
- مايك بروت على موقع كلية كرة القدم في سبورتس رفرنس.كوم (الإنجليزية)